# Знаменский монастырь (Москва)
Зна́менский монасты́рь, что на Старом Государевом дворе — бывший мужской монастырь в Москве. Основан в 1629—1631 годах. Освящён во имя иконы Божией Матери «Знамение». После 1923 года монастырь был закрыт. До нашего времени сохранился монастырский собор. Здания монастыря находятся по адресу: улица Варварка, д. 8—10.

## История

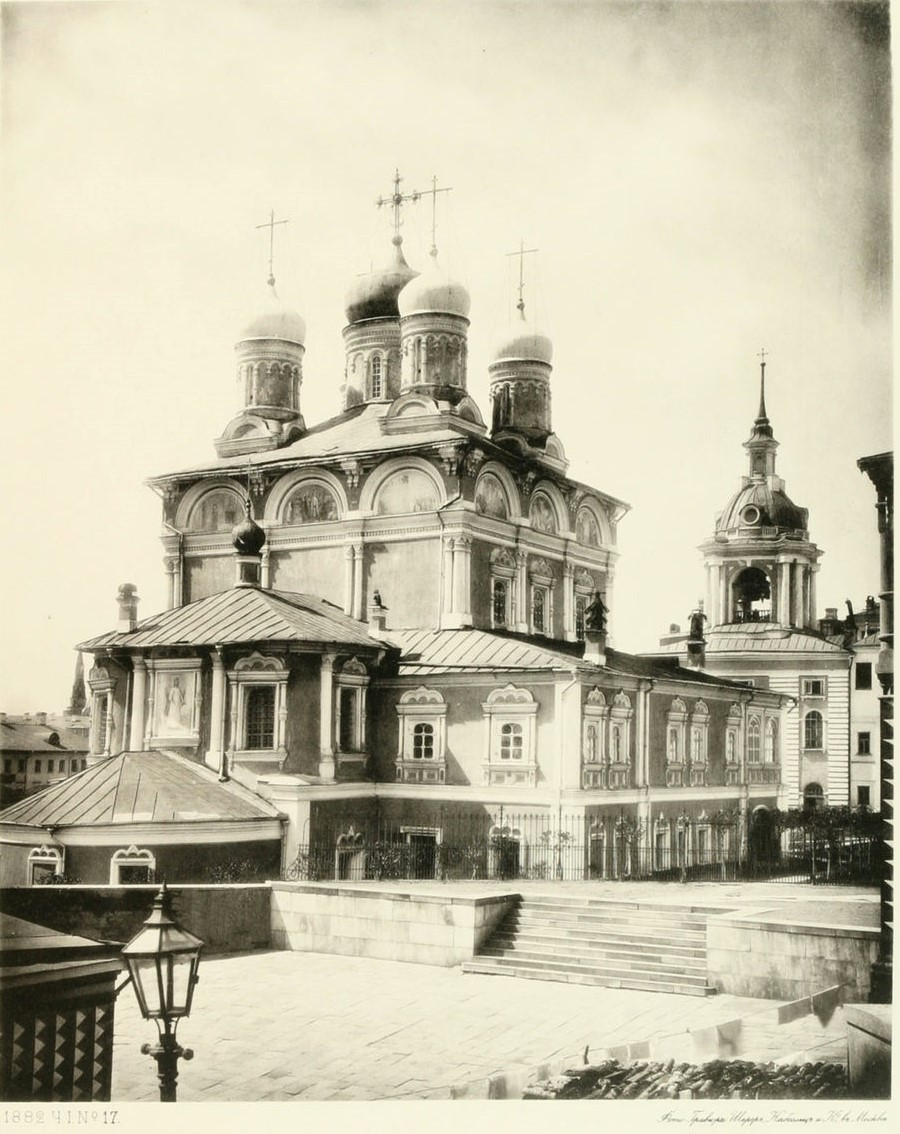
Знаменский монастырь, 1882

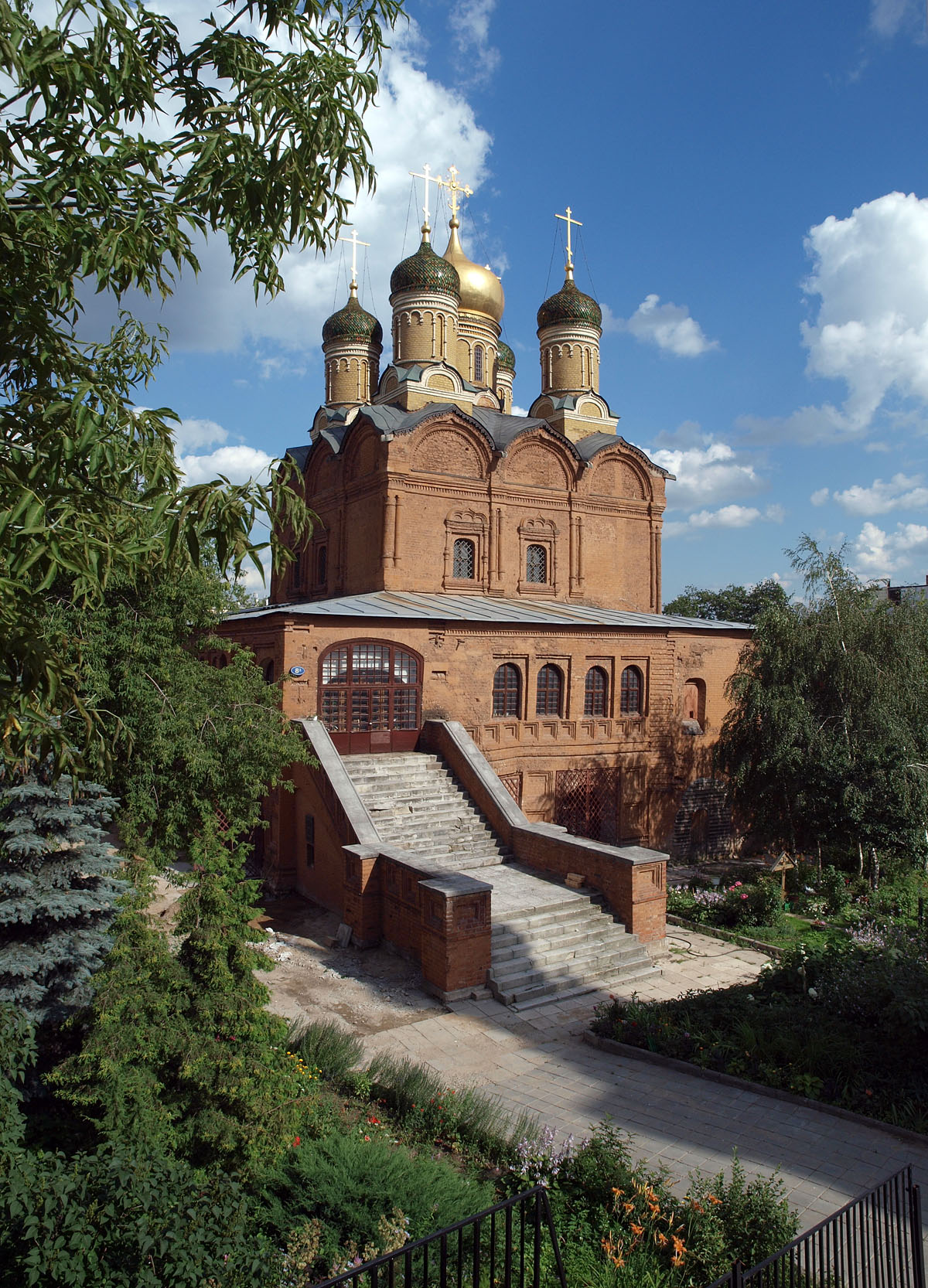
Знаменский собор, 2008

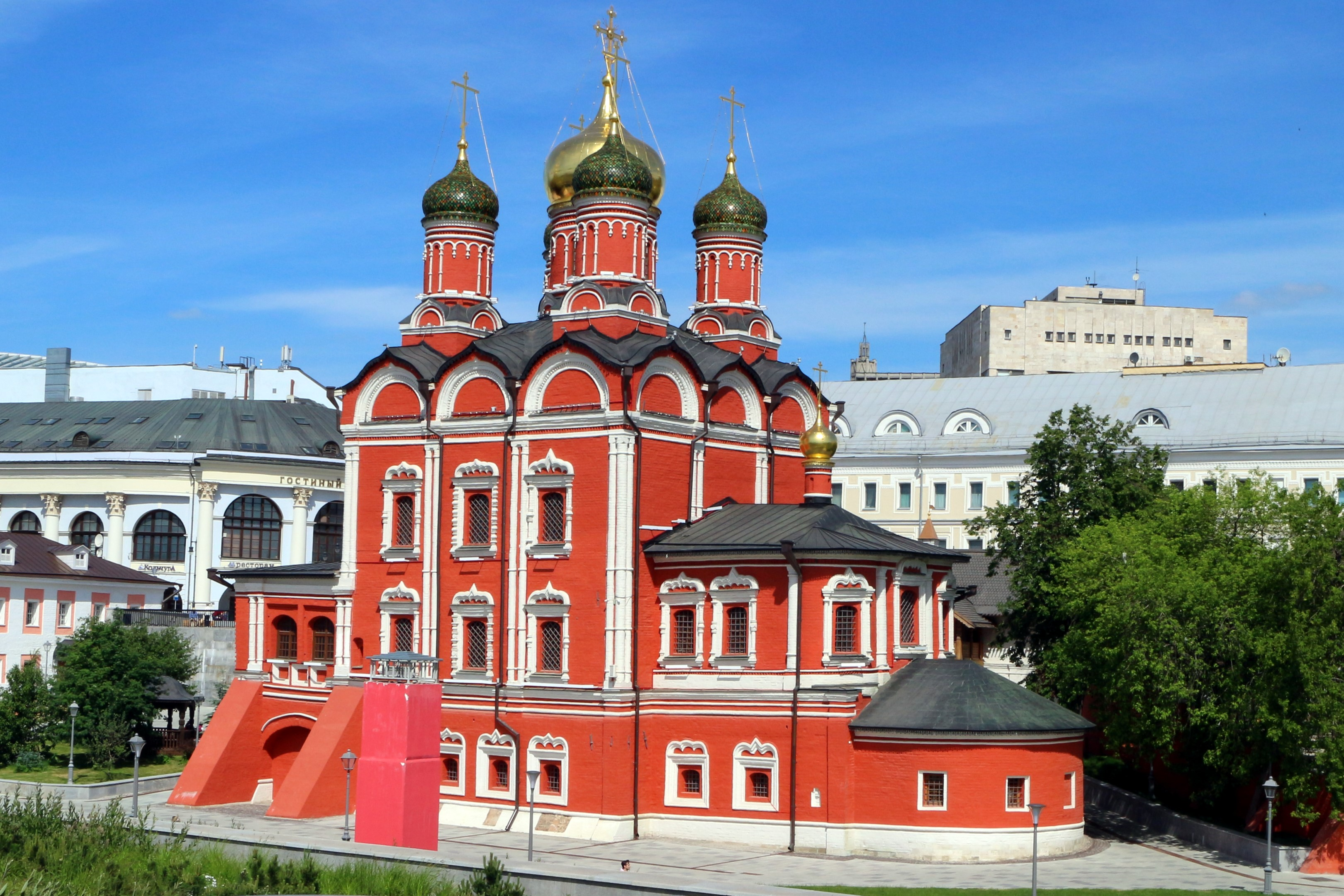
Знаменский собор после реставрации, 2018

Местность на улице Варварке, где находится монастырь, в XVI веке принадлежала боярам Романовым. Там располагался боярский двор и домовая церковь, освящённая во имя иконы Божией Матери «Знамение». По воцарении Михаила Фёдоровича палаты на Варварке стали называть Старым Государевым двором. Предполагают, что ранее двор мог принадлежать сурожанам Ховриным и перешёл Н. Р. Захарьину-Юрьеву после женитьбы на представительнице рода Ховриных. В состав двора входили три каменных строения и домовая церковь Знамения.
Существует две версии основания монастыря. Согласно одной из них, монастырь был основан в 1631 году в память кончины инокини Марфы, матери царя Михаила Фёдоровича. По другой, монастырь основали в 1629 году в честь рождения наследника престола. В монастырь была принесена родовая икона Романовых — икона Знамения Пресвятой Богородицы. В 1631 году патриарх Филарет издал указ о передаче древностей старой Знаменской церкви первому игумену монастыря — Герасиму, а в ноябре 1631 по царскому указу поместья инокини Марфы перешли в монастырскую собственность. Несколько позже в монастыре была построена каменная церковь Прп. Афанасия Афонского.
Монастырь сильно пострадал при пожаре 1668 года, но вскоре был восстановлен. В 1679 году разобрали церковь Прп. Афанасия Афонского и на её месте решили построить  каменный пятиглавый собор.  В 1679—1684 годах на средства боярина И. М. Милославского (усадьба которого находилась рядом с монастырём) мастерами Фёдором Григорьевым и Григорием Анисимовым был построен двухъярусный пятиглавый Знаменский собор. Верхний холодный храм был освящён в честь иконы «Знамение». Нижний тёплый храм был изначально освящён во имя Афанасия Афонского (позднее переосвящён во имя Сергия Радонежского, а его придел — в честь Николая Чудотворца). Сгоревшие палаты были отстроены заново, там хранились монастырские святыни и документы. В связи с появлением нового собора старую Знаменскую церковь переосвятили во имя Благовещения Пресвятой Богородицы. В Знаменском соборе хранились несколько особо чтимых реликвий: восьмиконечный позолоченный серебряный крест (дар инокини Марфы Ивановны 1622 г.); старинная икона Знамения Пресвятой Богородицы (дар Патриарха Филарета по описи 1631 г.), образ Знамения, шитый шелком и золотом с жемчугом с надписью «Лета 7138» и другие.
В XVIII веке монастырь стал приходить в упадок. Заметно пострадали монастырские здания в Троицкий пожар 1737 года. После секуляризации 1764 года его земли перешли в казну, а сам он был отнесён к третьему классу. В конце XVIII века начался новый расцвет монастыря. В 1780 году Благовещенскую церковь и старую колокольню разобрали. Собор был расписан, его стены украсила лепнина. Была построена новая колокольня (на месте церкви Св. ап. Иакова), ставшая главным входом в собор.
Во время Отечественной войны 1812 года наполеоновские солдаты разграбили монастырь. Однако сам собор не пострадал. В нижнем храме во время оккупации даже было разрешено проводить богослужения. После войны в 1813 году нижнюю соборную церковь переосвятили в честь преподобного Сергия Радонежского; начались восстановительные работы, которые осуществлялись архитектором Дмитрием Борисовым, по его же проекту построена новая колокольня. К 1823 году был изготовлен новый трехъярусный позолоченный деревянный иконостас на средства московских купцов. В 1827 году монастырь был вновь открыт.

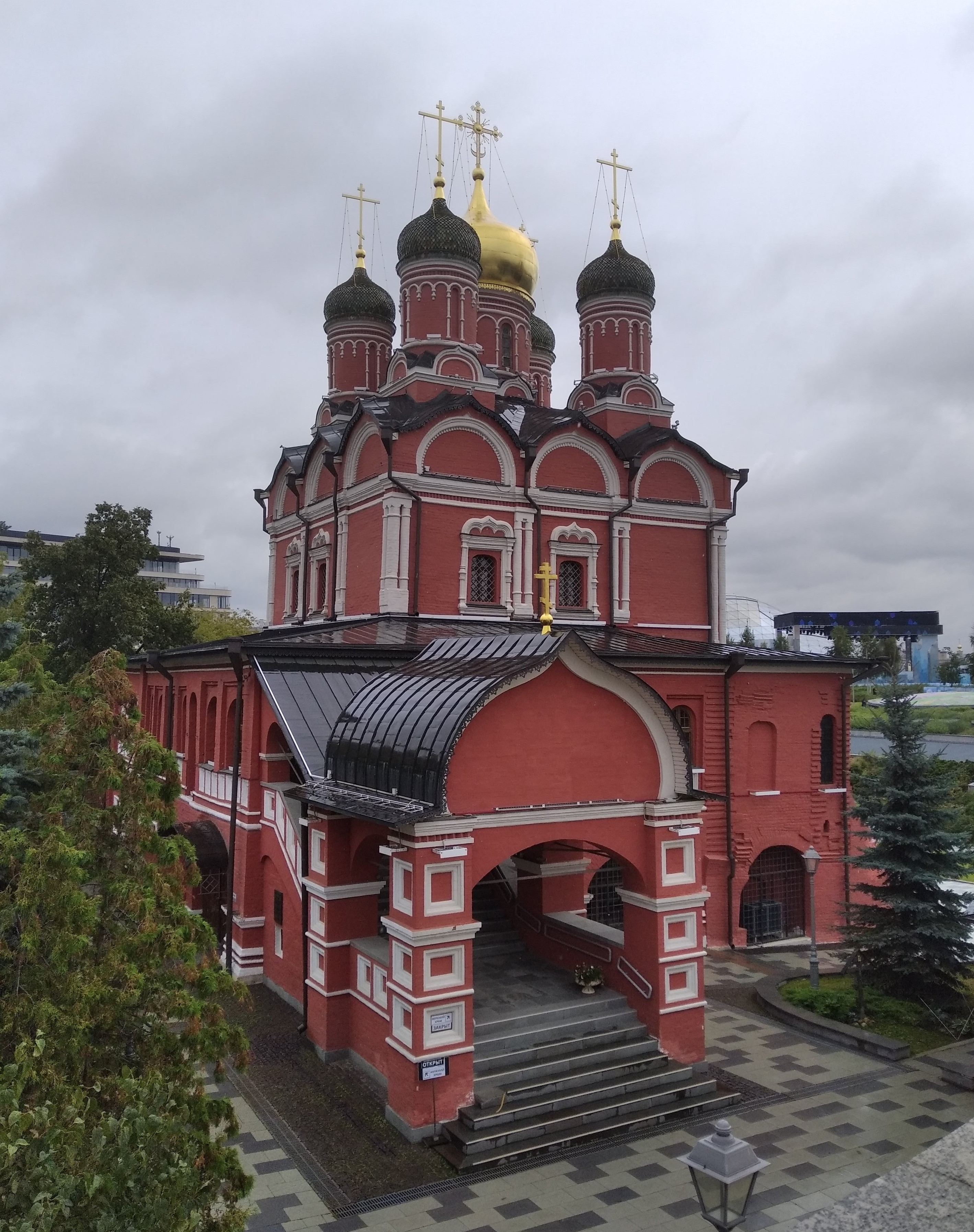
Знаменский собор, 2024

В 1856 году во время визита в Москву царь Александр II обратил внимание на плачевное состояние палат своих предков. Император приказал восстановить палаты в первозданном виде и устроить в них музей «Дом бояр Романовых». Работами по реставрации памятника и организации музея занялись директор Оружейной палаты А. Ф. Вельтман, архитектор Ф. Ф. Рихтер, историки И. М. Снегирёв, А. А. Мартынов и геральдист Б. В. Кёне. В августе 1859 года состоялось торжественное открытие музея. По царскому указу северо-восточная часть монастырской территории со всеми строениями (вошедшими в новообразованный музей) перешла в ведение Министерства Императорского Двора.
В 1900 году во время трехнедельного пребывания в Москве царская семья побывала на Варварке и посетила палаты Романовых и монастырь.
В 1907 году в Знаменском монастыре проживали архимандрит, девятеро монахов и 12 послушников. В 1910 году в верхнем храме был устроен придел во имя преподобного Михаила Малеина(не сохранился).
К 300-летию дома Романовых собор был отреставрирован. В связи с этим юбилеем император Николай II со свитой посетил в 1913 году Знаменский монастырь, где был торжественно встречен архимандритом Модестом с крестом и древней иконой Знамения Божией Матери. Приложившись к кресту и иконе, император вошёл в собор, где был отслужен молебен; после этого император посетил палаты бояр Романовых.
После смены власти в 1917 году монастырь был закрыт в 1923 году. Его здания и собор были приспособлены под жильё и склады. В 1930 году собор был частично уничтожен — были разобраны 4 малые главы, снят с центральной главы крест с луковицей, а также сломана входная лестница.
К началу 1960-х годов здание подворья и конюшни были снесены, а оставшиеся постройки находились в аварийном состоянии. Но в связи со строительством в Зарядье гостиницы «Россия» в 1963—1972 годах были проведены работы по реставрации собора, который затем передали Дому пропаганды Всероссийского общества охраны памятников истории и культуры. Там разместились лекционные и концертный залы. В 1979—1980-х годах была проведена ещё одна реставрация.
После распада СССР с 1992 года в Знаменском соборе возобновлены богослужения. Собор и палаты являются частью музея «Палаты Романовых» — филиала Государственного исторического музея. В игуменских кельях находится правление Всероссийского общества охраны памятников истории и культуры. В 2015 году московским правительством был объявлен конкурс на реставрацию собора. К 2017 году Знаменский собор был отреставрирован, став красно-белым. Также отреставрировали колокольню и Братский корпус.
На сегодня строения Знаменского монастыря входят в комплекс «Парка Зарядье».

## Постройки
Ныне на территории Знаменского монастыря расположены:
- Знаменский собор
- Келейный корпус с колокольней. Построен в 1784—1798 годах. В центре здания расположена колокольня, а с двух сторон к нему примыкали корпуса келий (сейчас остался только северный). На первом этаже, под колокольней, располагались Святые ворота монастыря.
- Братский корпус
- Палаты бояр Романовых
- Служебный корпус

## Настоятели
- игумен Герасим (1631—1649)[11]
- игумен Варлаам (1649—1654)
- игумен Иосиф (1655—1656)
- игумен Никифор (1656—1657)
- игумен Иосиф (1657—1664)
- игумен Варнава (1664—1665)
- игумен Арсений (1665—1682)
- архимандрит Евфимий (1682—1697)
- Иосаф (Картычевский) (28 июля 1697—1700)
- архимандрит Сергий (29 августа 1700—1701)[11]
- Иосиф (июнь 1702—1708)
- Алексий (Титов) (1708— 9 ноября 1712)
- Серапион (Новосельцов) (9 ноября 1712—1731)
- Киприан (Скрипицын) (10 января 1732—1733)
- архимандрит Варлаам (1733—10 января 1737)
- архимандрит Николай (13 января 1738—1741; 2 октября 1741—1764)
- Иосиф (Хвабулов) (9 января — 7 сентября 1741)
- архимандрит Варфоломей (4 марта 1764 — 17 октября 1770)[11]
- Софроний Младенович (17 октября 1770—1776)[12]
- Серапион (Александровский) (27 января 1776 — 16 февраля 1779)
- Макарий (Сусальников) (3 марта 1779 — 23 июня 1782)[11]
- Иннокентий (Полянский) (август 1782—1783)
- Ириней (Клементьевский) (9 декабря 1783—1784)
- Моисей (Гумилевский) (с 21 ноября 1784—1788)
- Ираклий (Евреинов) (1788—1797)
- игумен Иоасаф (19 января 1798—1808)[11]
- Геннадий (Шумов) (1808—1810)
- Иннокентий (Смирнов) (14 октября 1810—1812)
- Парфений (Чертков) (24 октября 1813 — 12 август 1814)[11]
- Неофит (Докучаев-Платонов) (12 августа 1814 — 25 сентября 1816)
- Аполлос (Алексеевский) (18 декабря 1816 — 20 декабря 1817)
- Феоктист (Орловский) (19 августа 1818 — 8 сентября 1818)[11]
- архимандрит Аристарх (19 августа 1818 — 11 сентября 1821)[11]
- Гавриил (12 сентября 1821—1825)
- Гавриил (4 марта 1825 — 18 марта 1830)[13]
- Евлампий (Пятницкий) (28 марта 1830— 25 мая 1831)[11]
- архимандрит Феофил (24 мая 1831 — декабрь 1831)
- Платон (Казанский) (21 декабря 1831 — 28 апреля 1833)
- архимандрит Иоаким (28 апреля 1833 — 29 декабря 1838)
- Митрофан (Воронцов) (29 декабря 1838 — 3 декабря 1845)
- Иоанникий (Холуйский) (3 декабря 1845 — 31 декабря 1850)
- Леонид (Краснопевков) (31 декабря 1850— 31 декабря 1853)[11]
- Иннокентий (Орлов) (18 марта 1854 — 7 августа 1859[14])[11]
- Игнатий (Рождественский) (7 августа 1859—25 октября 1863)[11]
- Сергий (Спасский) (25 октября 1863 — 12 августа 1866)
- Кирилл (Орлов) (23 апреля 1872—1880)
- Макарий (Троицкий) (25 февраля 1881—1882)
- архимандрит Никодим (1883—?)
- Владимир (Филантропов) (1892—1895)
- Серапион (Машкин) (1897—1900)
- Товия (Цымбал) (нач. 1903 — 6 марта 1904)
- Афанасий (Самбикин) (22 апреля 1904 — февраль 1908)
- Модест (Никитин) (16 февраля 1908 — 19 мая 1914)
- Аристарх (Николаевский) (19 мая 1914 — 8 марта 1920)
- Митрофан (Гринёв) (20 августа — 1 ноября 1920)
- Виктор (Богоявленский) (декабрь 1920—1921)